# Euroradio
La Euroradio es el nombre del sistema de comercio internacional de programas de sonido digitalizado de la Unión Europea de Radiodifusión (UER). 
El 1 de septiembre de 1989 Euroradio lanzó una red de satélites para favorecer el desarrollo de los servicios de radiodifusión, desde entonces la organización ha incrementado el número de sus miembros, actualmente cuenta con 73 en 56 países.
Euroradio cuenta con una entidad interna denominada Departamento Radio Clásico o Euroradio Clásicos y es la responsable de la planificación de aproximadamente 1.900 eventos por año, en directo o grabados, incluyendo conciertos sinfónicos, óperas y conciertos de jazz.